# Ismael Santiago
Ismael Santiago Lopez, detto Ismael (Jaén, 27 febbraio 1978), è un ex calciatore spagnolo, di ruolo centrocampista.